# 1860年1月23日日食
1860年1月23日日食为一次在协调世界时1860年1月23日出現的日環食。該次日食食分為0.9168，食甚維持6分7秒。

## 概述
這次日食的食分是0.9168，環食維持6分7秒。

## 基本參數
- 類型：日環食
- 食甚資料：
  - 日期：1860年1月23日
  - 時間：0時27分31秒
  - 地點：72S 117W
  - 食分：0.9168
  - 日環食持續時間：6分7秒

## 外部連結
- NASA日食專頁（页面存档备份，存于）（英文）